# Harry Vos
Henry „Harry” Antonie Vos (ur. 4 września 1946 w Hadze, zm. 19 maja 2010 w Delfcie) – holenderski piłkarz, grający na pozycji obrońcy.
Grał tylko w holenderskich klubach. Pierwszym jego klubem był ADO Den Haag, gdzie rozegrał 139 spotkań, zdobywając trzy bramki. W sezonie 1970/71 został pozyskany przez PSV Eindhoven. Był to jego najgorszy okres w karierze, ponieważ zagrał jedynie 34 mecze. Od 1972 do 1977 grał tylko dla jednego klubu – Feyenoord Rotterdam, w którym też skończył karierę. Zdobył z nim Puchar UEFA w 1974 roku. Dla ostatniego zespoły rozegrał 129 spotkań.
Vos był w kadrze narodowej na mistrzostwach świata w 1974 roku, gdzie wywalczył srebro, ale nie rozegrał nawet jednego spotkania.